# Ром-Джейден Овусу-Одуро
Ром-Дже́йден Ову́су-Оду́ро (нід. Rome-Jayden Owusu-Oduro; нар. 2 липня 2004, Амстердам) — нідерландський футболіст, воротар клубу АЗ.

## Клубна кар'єра
Вихованець футбольної академії клубу АЗ, до якої приєднався 2014 року. 2 жовтня 2020 року підписав з клубом свій перший професіональний контракт.
26 серпня 2022 року дебютував «Йонг АЗ» в матчі Еерстедивізі проти «Ейндговена». В сезоні 2022–23 разом з молодіжною командою АЗ виграв Юнацьку лігу УЄФА. 8 грудня 2023 року підписав новий контракт з клубом, розрахований до літа 2028 року. 14 грудня 2023 року дебютував в основному складі АЗ в матчі групового етапу Ліги конференцій УЄФА проти польської «Легії».
13 січня 2024 року дебютував в Ередивізі в поєдинку проти «Твенте». Разом з командою дійшов до фіналу Кубка Нідерландів, де вона в пісумку поступилась «Гоу Егед Іглз» в серії пенальті.
2 липня 2025 року продовжив контракт з АЗ до середини 2030 року.

## Кар'єра в збірній
Народився у Нідерландах у родині вихідців з Гани. Виступав за збірні Нідерландів до 16 і до 20, а у вересні 2024 року дебютував за збірну до 21 року в поєдинку проти збірної Північної Македонії.
В травні 2025 року потрапив в заявку збірної до 21 року на молодіжний чемпіонат Європи в Словаччині, але через травму на турнір не поїхав.

## Статистика виступів
Станом на 25 травня 2025 
| Клуб              | Сезон             | Чемпіонат         | Чемпіонат | Чемпіонат | Кубок | Кубок | Єврокубки | Єврокубки | Інші  | Інші | Всього | Всього |
| Клуб              | Сезон             | Дивізіон          | Матчі     | Голи      | Матчі | Голи  | Матчі     | Гол       | Матчі | Голи | Матчі  | Голи   |
| ----------------- | ----------------- | ----------------- | --------- | --------- | ----- | ----- | --------- | --------- | ----- | ---- | ------ | ------ |
| Йонг АЗ           | 2022–23           | Еерстедивізі      | 14        | −26       | –     | –     | –         | –         | –     | –    | 14     | −26    |
| Йонг АЗ           | 2023–24           | Еерстедивізі      | 17        | −34       | –     | –     | –         | –         | –     | –    | 17     | −34    |
| Йонг АЗ           | 2024–25           | Еерстедивізі      | 2         | −3        | –     | –     | –         | –         | –     | –    | 2      | −3     |
| Йонг АЗ           | Всього            | Всього            | 33        | −63       | –     | –     | –         | –         | –     | –    | 33     | −63    |
| АЗ                | 2023–24           | Ередивізі         | 4         | −7        | 2     | −5    | 1         | −2        | –     | –    | 7      | −14    |
| АЗ                | 2024–25           | Ередивізі         | 28        | −34       | 5     | −5    | 11        | −18       | 2     | –3   | 46     | −60    |
| АЗ                | Всього            | Всього            | 32        | −41       | 7     | −10   | 12        | −20       | 2     | –3   | 53     | −74    |
| Всього за кар'єру | Всього за кар'єру | Всього за кар'єру | 65        | −104      | 7     | −10   | 12        | −20       | 2     | –3   | 86     | −137   |

1. ↑  Матчі в Лізі конференцій УЄФА
2. ↑  Матчі в Лізі Європи УЄФА
3. ↑  Матчі плей-оф Ередивізі за участь в єврокубках

## Досягнення
АЗ (мол.)
- Переможець Юнацької ліги УЄФА: 2022–23[18]